# Lilium medogense
Lilium medogense là một loài thực vật có hoa trong họ Liliaceae. Loài này được S.Yun Liang miêu tả khoa học đầu tiên năm 1985.